# من سالوادور نیستم
من سالوادور نیستم فیلمی ایرانی به کارگردانی منوچهر هادی و تهیه‌کنندگی مشترک سید امیر پروین‌حسینی و
منصور سهراب‌پور تولید سال ۱۳۹۴ می‌باشد.

## داستان
ناصر ایزدی (رضا عطاران) معلمی است که چندی پیش مقدار زیادی پول پیدا کرده و آن را به صاحبش تحویل داده است. او به برنامه‌های مختلف تلویزیونی دعوت می‌شود تا در مورد این فداکاری توضیح دهد و بسیار مشهور شده است. یک روز با او تماس می‌گیرند و می‌گویند به خاطر کار خیری که کرده برنده سفر به برزیل شده و تمام هزینه‌های سفر او را آژانس تعطیلات رؤیایی می‌پردازد. ناصر که فردی پایبند به اصول شریعت اسلام است، راضی به این سفر نیست و آن را مناسب نمی‌داند اما با اصرار همسرش (یکتا ناصر) قبول می‌کند تا به برزیل برود.
او به همراه خانواده‌اش به برزیل می‌رود. یک روز همراه با سیامک پروین نماینده تعطیلات رؤیایی به ساحل می‌رود، آن جا زنی برزیلی به نام آنجلا او را با نامزد سابق خود اشتباه می‌گیرد و او را سالوادور صدا می‌کند و ناصر از دست او فرار می‌کند. دختر پیش پلیس می‌رود و از ناصر شکایت می‌کند و می‌گوید او بادستش به صورت من ضربه زده است. پس از پادرمیانی سیامک پروین، آنجل موافقت می‌کند رضایت بدهد اما یک شرط می‌گذارد و آن این است که ناصر نقش سالوادور را بازی کند و به دیدار مادربزرگ انجلا برود.
ناصر پس از مدتی می‌فهمد که مادربزرگ به آنجل قول داده در صورت ازدواج یک چک به آنجل بدهد. الهام همسر ناصر که به او شک کرده، او را تعقیب می‌کند و در نهایت وقتی ماجرا را می‌فهمد همراه ناصر به خانه مادربزرگ می‌رود تا نقش خواهر ناصر را ایفا کند. آنجل به مادربزرگ گفته که سالوادور معلم رقص سامبا است، مادربزرگ از ناصر می‌خواهد تا سامبا برقصد، ناصر رقص با چوب تربت جامی را انجام می‌دهد و وقتی مادربزرگ می‌پرسد این چه رقصی است الهام می‌گوید رقص سامبای تربتی است.
بعد از چند روز سیامک پروین اعتراف می‌کند که او به انجلا علاقه‌مند است و به خاطر او این نقشه را کشیده تا ناصر نقش سالوادور را بازی کند تا آنجل به این پول برسد و تمام هزینه‌ها را خود سیامک داده است و او وقتی ناصر را در تلویزیون دیده است، متوجه شباهت او به سالوادور شده و این فکر به ذهنش رسیده است و او فقط یک کارمند تعطیلات رؤیایی است. آنجلا هم این پول را برای جلوگیری از تعطیلی یک یتیم خانه لازم دارد و خودش هم یتیم بوده است و مادربزرگ هم در واقع سرپرست آنجلا بوده است.
در پایان در یک برنامه تلویزیونی به نام ابی قرار است مادربزرگ چک را به آنجلا بدهد. وقتی از ناصر و آنجلا برای گرفتن چک دعوت می‌شود تا روی صحنه بروند، ناصر روی صحنه می‌رود و تمام حقیقت را می‌گوید. مادربزرگ و جمعیت تحت تأثیر قرار می‌گیرند و مادربزرگ قول می‌دهد چک را به آنجلا بدهد.
در پایان ناصر به همراه آنجلا و مادربزرگ به یتیم خانه مادر ترزا می‌روند و مادربزرگ چک را می‌دهد. ریوالدو فوتبالیست سرشناس برزیلی هم که ناصر را در تلویزیون دیده و تحت تأثیر حرف‌های او قرار گرفته، برای کمک به همین یتیم خانه می‌آید تا به کودکان کمک کند. سپس ناصر به همراه خانواده خود به ایران برمی گردند.

## بازیگران
| بازیگران     | نقش                 |
| ------------ | ------------------- |
| رضا عطاران   | ناصر ایزدی/سالوادور |
| یکتا ناصر    | الهام ایزدی         |
| کارول ویدوتی | انجلا               |
| مهدی محرابی  | سیامک پروین         |
| سوگل محرابی  | سوگل ایزدی          |
| بری فیوکا    | مادربزرگ آنجل       |
| ریوالدو      | ریوالدو (خودش)      |
| ژیلا صادقی   | مجری تلویزیون       |

## حاشیه‌ها
پس از اکران این فیلم به دلیل وجود عکس بازیگر زن برزیلی، بسیاری از بیلبوردهای فیلم بر سردر سینماها پاره شد.
من سالوادور نیستم در اکران عید نوروز سال ۹۵ در سینماهای ایران به نمایش درآمد و در پایان با فروش ۱۶ میلیارد و ۹۵۱ میلیون تومان اولین فیلم پرفروش سال ۹۵ شد. ۴